# フリップサイド
フリップサイド（Flipsyde）は、アメリカ合衆国のヒップホップ・グループ。2003年に結成し、2005年にデビュー。メンバーは、スティーヴ・ナイト、デイヴ・ロペス、パイパーの3人。

## メンバー
現メンバー
- スティーヴ・ナイト（Steve Knight） - ボーカル・ギター
- デイヴ・ロペス（Dave Lopez） - ギター
- パイパー（Piper） - ボーカル

旧メンバー
- DJ Dシャープ（Dj D-Shape）
デビュー・アルバム『ウィ・ザ・ピープル』発売後に脱退。
- シャンテル・ペイジュ（Chantelle Paige）
2009年に発売された2作目のアルバム『ステイト・オブ・サヴァイヴァル』から参加し、その直後にソロ活動に移行。

## ディスコグラフィ

### アルバム
- We the People
- State of Survival